# Ferdinand Knapp
 (août 2014).
Si vous disposez d'ouvrages ou d'articles de référence ou si vous connaissez des sites web de qualité traitant du thème abordé ici, merci de compléter l'article en donnant les références utiles à sa vérifiabilité et en les liant à la section « Notes et références ».
Pour les articles homonymes, voir Knapp.
Pour plus de détails, voir Fiche technique et Distribution.
Ferdinand Knapp est un court métrage français, réalisé par Andrea Baldini en 2014.

## Synopsis
Ferdinand est un grand comédien, le plus grand de tous. Tandis qu'il interprète au théâtre un nouveau rôle, son personnage s’empare de sa personnalité. Son double va transformer sa réalité en cauchemar et le pousser à commettre un acte irréparable.

## Fiche technique
- Titre original : Ferdinand Knapp
- Réalisation : Andrea Baldini
- Scénario : Andrea Baldini, Thomas Compère-Morel
- Directeur de la photographie : Philippe Piffeteau
- Montage : Alice Moine
- Son : César Mamoudy
- Décors : Jean-Pierre Gavignet
- Assistant à la réalisation : Matteo Porrani
- Scripte : Gaïa Giafferi
- Costumes : Sarah Patris
- Maquillage : Sophie Castellan
- Production : Louis Le Bayon, Duncan Way
- Société de production : Lieurac Productions
- Pays d'origine :  France
- Langue originale : français
- Format : noir et blanc — Image, son —  2.35 — Stéréo dolby digital
- Genre : drame
- Durée : 15 minutes
- Dates de sortie :
  -  Italie août 2014 (Mostra de Venise 2014)

## Distribution
- Dominique Pinon :  Ferdinand Knapp
- Philippe du Janerand : le Double
- Dominique Uber : la femme de Ferdinand Knapp
- Christian Diaz : l'homme au smoking
- Serge Feuillard : Jean-Michel Grandoli
- Sarah-Laure Estragnat : Marine Bonnefoy
- Nikolas Blay : le réalisateur
- Fernando Petroli : patient de l'hôpital

## Distinctions

### Nominations et sélections
- Mostra de Venise 2014 : sélection « Orizzonti »[1].